# Семёнов, Николай Максимович
Никола́й Макси́мович Семёнов (26 октября 1921 года, с. Чутановка, Кирсановский уезд, Тамбовская губерния, РСФСР — 2006 год, Щёкино, Тульская область, Россия) — советский шахтёр-рационализатор  производства в системе угольной промышленности СССР. Герой Социалистического Труда (1957). Депутат Верховного Совета СССР (1958—1962).

## Биография
Родился в крестьянской семье. В 1936 году семья переехала в Сибирь.
В трудовой деятельности с 1937 года, после окончания Фабрично-заводского ученичества (ФЗУ) был электриком на шахте в городе Черемхово, затем кочегаром механического цеха на шахте имени Кирова. Когда котельную закрыли, отправился работать сплавщиком (затем конопатчиком) на Пеледуйской судостроительной верфи в Ленском районе Якутской АССР.
С 1941 года в РККА, участник Великой Отечественной войны после окончания Курсов младших лейтенантов — в Омске в составе 455-го миномётного полка 1-го гвардейского танкового корпуса в должности адъютанта командира полка.

С 1943 года член ВКП(б).
Воевал на Брянском, 1-м Белорусском и 2-м Белорусском фронтах. С 1944 года командир огневого взвода 1-й батареи, с 1945 года начальник разведки 1-го дивизиона 455-го миномётного полка, лейтенант. Войну окончил в г. Росток (Польша). До апреля 1947 года был адъютантом командира полка в ГСВГ.
С 1947 года после увольнения из РККА работал колхозником в родной деревне Тамбовской области.
С 1948 года — помощник машиниста, врубмашинист на шахтах Пермской области.

С 1950 года крепильщик, затем врубмашинист шахты №9 треста «Скуратоуголь». В 1952 году окончил школу рабочей молодёжи, затем по направлению учился в Сталиногорском горно-строительном техникуме с сохранением 50% зарплаты по месту работы (окончил в 1954 году). После окончания учёбы трудился помощником начальника участка на шахте №22 в посёлке Ломинцевский Щёкинского района.
В 1954 году стал бригадиром комплексной щитовой бригады проходчиков шахты №22 треста «Щёкинуголь» комбината «Тулауголь». Бригада установила мировой рекорд проходки за месяц — 1304 метра.
28 апреля 1957 года «За выдающиеся успехи достигнутые в деле развития угольной промышленности в годы пятой пятилетки и в 1956 году» Указом Президиума Верховного Совета СССР ему было присвоено звание Героя Социалистического Труда.
В 1958 году переведён на шахту №25 машинистом комбайна, затем работал горным мастером.
В 1957 году был делегатом IV Всемирного конгресса профсоюзов в Лейпциге. В 1963 году и в 1968 году был делегатом XIII и XIV съездов профсоюзов СССР. С 1968 года избран депутатом  Верховного Совета СССР и членом ЦК ВЦСПС.
С 1971 года на пенсии.
С 1972 года переехал с семьёй на Кавказ, где на отложенные деньги купил себе дом. Начал работать в местном чайном совхозе водителем, потом бригадиром.
После смерти жены распродал своё подсобное хозяйство и устроился работать в дом отдыха ВВС «Кобулети» Аджарской АССР Грузинской ССР. Работал сторожем, грузчиком, слесарем по ремонту контрольно-измерительной аппаратуры.
В 1991 году вернулся со второй женой в Щёкино, до 1995 года работал уборщиком льда в Щёкинском ледовом дворце спорта. С октября 1995 года — на пенсии по инвалидности (2-я группа).
Умер  в 2006 году в городе Щёкино.
Почетный гражданин г. Щекино (28.04.2005).

## Награды

### Ордена
- Медаль «Серп и Молот» (№7740, 26.4.1957)
- Орден Ленина (№314340, 26.4.1957)
- Орден Трудового Красного Знамени (26.6.1966)
- Три Ордена Отечественной войны 1-й (28.2.1945) и 2-й (22.7.1944 и 11.3.1985) степени
- Орден Красной Звезды (5.4.1944)

### Медали
- Медаль «За отвагу» (1.8.1943)
- Медаль «За победу над Германией в Великой Отечественной войне 1941—1945 гг.»
- Медаль «За освобождение Варшавы»
- Медаль «В ознаменование 100-летия со дня рождения Владимира Ильича Ленина»
- Юбилейные медали

### Почётные звания
- Почетный гражданин города Щёкино (2005)[2].